# Hirsi Magan Isse
Hirsi Magan Isse (* 1935; † 19. August 2008 in London) war ein somalischer Akademiker, ehemaliger Guerillaführer in der Somalischen Demokratischen Erlösungsfront gegen Siad Barre und Vater der Islamkritikerin Ayaan Hirsi Ali. Nach Aufenthalten in verschiedenen Ländern lebte er zuletzt im Exil in London.

## Leben
Hirsi Magan Isse wurde als eines von neun Kindern von Magan Isse Guleid (1845–1945) in Somalia geboren und ist Angehöriger des Majerteen-Darod-Clans. In den 1960er Jahren studierte er in Italien und in den USA Linguistik und Anthropologie. In Somalia war er als Lehrer tätig und lernte in einem Alphabetisierungskurs Asha kennen, die seine zweite Ehefrau und u. a. Mutter der 1969 geborenen Tochter Ayaan wurde.
Hirsi Magan Isse war streng gläubiger Muslim, hatte aber zugleich moderne politische Reformvorstellungen für sein Land und lehnte etwa die Beschneidung seiner Töchter ab. Er lehnte die 1969 an die Macht gekommen autoritäre Regierung unter Siad Barre ab. Als Linguist war er Befürworter der Osmaniya-Schrift für die somalische Sprache, während Siad Barre das lateinische Alphabet vorzog. Zudem stammte er von einem Zweig des Darod-Clans ab, der traditionell mächtiger als derjenige Barres war. Aus diesen Gründen wurde Magan Isse von der Regierung als Gefahr gesehen und 1972 inhaftiert. 1976 gelang ihm die Flucht aus dem Gefängnis, woraufhin er mit seiner Familie nach Saudi-Arabien, später nach Äthiopien und 1980 nach Nairobi (Kenia) zog. Während er die Familie seiner Zweitfrau in Kenia zurückließ, war er in den 1980er Jahren als Guerillaführer in der oppositionellen Somalischen Demokratischen Erlösungsfront aktiv, die mit Unterstützung Äthiopiens im äthiopisch-somalischen Grenzgebiet operierte.
Später heiratete Magan Isse eine dritte Frau und kehrte schließlich wieder zu seiner ersten Frau zurück, von der er sich kurz nach seiner zweiten Ehe geschieden hatte. 